# 新卡姆揚卡 (扎波羅熱州)
47°18′35″N 36°42′20″E / 47.30972°N 36.70556°E
新卡姆揚卡（烏克蘭語：Новокам'янка）是位於烏克蘭東南部的村莊，由扎波羅熱州波洛希區的科米什-佐里亞市鎮負責管轄。該村面積0.83平方公里，海拔高度195米，2001年人口154，人口密度每平方公里185.5人。